# Johannes van der Vegte
Johannes Albertinus van der Vegte (* 16. Dezember 1892 in Gendringen; † 15. März 1945 in Medan, Japanisches Kaiserreich, heute Indonesien) war ein niederländischer Ruderer.

## Karriere
Johannes van der Vegte gehörte bei den Olympischen Sommerspielen 1920 zur niederländischen Besatzung, die in der Achter-Regatta antrat. Der niederländische Achter schied jedoch in der ersten Runde aus. Im Folgejahr gewann van der Vegte bei den Europameisterschaften in Amsterdam Bronze im Zweier mit Steuermann. Bei den Europameisterschaften 1925 gewann er jeweils Silber im Zweier ohne Steuermann und im Vierer ohne Steuermann.
Während des Pazifikkriegs starb er in japanischer Kriegsgefangenschaft im Gefangenenlager Soengeisengkol in Medan.